# Пуз (коммуна)
Пуз (фр. Pouze, окс. Posa) — коммуна во Франции, находится в регионе Юг — Пиренеи. Департамент — Верхняя Гаронна. Входит в состав кантона Монжискар. Округ коммуны — Тулуза.
Код INSEE коммуны — 31437.

## География

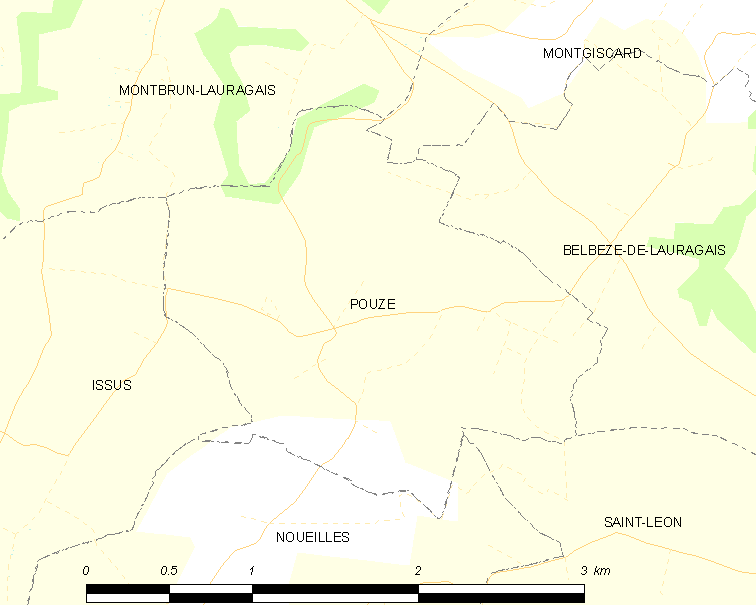
Карта коммуны

Коммуна расположена приблизительно в 610 км к югу от Парижа, в 20 км к югу от Тулузы.

## Климат
Климат умеренно-океанический. Зима мягкая и снежная, весна характеризуется сильными дождями и грозами, лето сухое и жаркое, осень солнечная. Преобладают сильные юго-восточные и северо-западные ветры.

## Население
Население коммуны на 2010 год составляло 97 человек.
| 1962 | 1968 | 1975 | 1982 | 1990 | 1999 | 2010 |
| ---- | ---- | ---- | ---- | ---- | ---- | ---- |
| 71   | 62   | 59   | 58   | 75   | 89   | 97   |

## Администрация
| Период | Период | Фамилия      | Партия                              | Примечания |
| ------ | ------ | ------------ | ----------------------------------- | ---------- |
| 2001   | 2014   | Даниэль Жиль | Французская коммунистическая партия |            |
| 2014   | 2020   | Пьер Латтар  |                                     |            |

## Экономика
В 2010 году среди 72 человек трудоспособного возраста (15—64 лет) 55 были экономически активными, 17 — неактивными (показатель активности — 76,4 %, в 1999 году было 82,5 %). Из 55 активных жителей работали 53 человека (28 мужчин и 25 женщин), безработных было 2 (1 мужчина и 1 женщина). Среди 17 неактивных 7 человек были учениками или студентами, 4 — пенсионерами, 6 были неактивными по другим причинам.

## Достопримечательности
- Церковь Св. Стефана